# بين وينستيكيرز
بين وينستيكيرز ، من مواليد 31 أغسطس 1955، لاعب كرة قدم هولندي سابق.
لعب مع منتخب هولندا لكرة القدم.

## وصلات خارجية
- بين وينستيكيرز على موقع الاتحاد الأوربي (الإنجليزية)
- بين وينستيكيرز على موقع قاعدة بيانات كرة القدم.إي يو (الإنجليزية)
- بين وينستيكيرز على موقع ناشيونال فوتبول تيمز (الإنجليزية)
- بين وينستيكيرز على موقع عالم كرة القدم.نت (الإنجليزية)